# 石井七瀬
石井 七瀬（いしい ななせ、1999年8月10日 - ）は、日本のラジオDJ、女性声優。
広島県出身。なお、以下の情報は特記がない限りGENZでの発言によるものである。

## 経歴
広島県立五日市高等学校時代は放送部に所属し、第41回全国高等学校総合文化祭放送部門・優秀賞の受賞、第64回NHK杯全国高校放送コンテスト・ラジオドキュメント部門の準優勝、第64回NHK杯全国高校放送コンテスト・朗読部門の入選などを果たしている。
2018年4月1日、中京大学文学部に進学。
2020年1月5日、「ナゴヤセイユウ」の一員となる。
2020年4月1日よりラジオDJとしての活動を開始し、ZIP-FMのラジオ番組『GENZ』の水曜日・木曜日の進行を担当。4月28日より不定期でSHOWROOM『いしいさんといっしょ』を配信している。
2021年10月放送開始のテレビアニメ『シキザクラ』で声優デビュー。
2022年3月31日 ZIP-FMとの契約満了。

## 人物
自身が担当しているラジオ番組『GENZ』の公式ツイッターでは「とにかく破天荒！元気！だけど、時々闇を感じる20歳の女の子」と紹介されている。
大学に通う傍ら、ラジオDJ、声優として声優業に勤しむ。2021年2月14日には自身初となるオリジナル楽曲『かくれんぼ』をYouTubeで配信している。
2021年10月より放送開始のテレビアニメ『シキザクラ』では声優以外にTwitterの運営（いわゆる「中の人」）にも携わっている。
『GENZ』の共演者である野田つばさとは同じZ世代の一人。
介護のアルバイト経験がある。
趣味は、ベース、ゲーム。特にゲームはApexを嗜んでいる。
特技はベース、バルーンアート、バトントワリング、そして食べたことのある料理なら想像で近いものを作れること。
「七瀬」の名前の由来は「世界には七つの海があり、七つの海より広くて深い心を持ってほしくて七瀬」とコメントしている。
太陽を西から登ると答えるくらいとにかくバカである、透明感あふれる声および持ち前の明るさが魅力のパワフルガール。しかしながら、持ち前の明るさとは裏腹に、かつてはメンヘラであったと公言しており、リストピアスもつけていた。
一人称は「石井」。口癖は「やだ～～」「何でですか」「何ていうか」「何だろうな～」「いやいやいやいやそんなそんな」など。
中川による石井の印象は「慌てん坊」「忘れ物しがち」「よく（電車を）乗り間違える」、石井による石井の印象は「底抜けに明るい」「ポンコツ」（6月24日放送回の「MUSIC×MUSIC」より）。
好きな色は青。Twitterのプロフィール写真は髪を青く染めていた当時の写真を採用しており、トップ写真には浜名湖と思われる青に染まった風景を採用している。
2019年9月からジャンガリアンハムスターの「ハム」とともに暮らしているが、ハムはケージの扉を前歯を器用に使ってあけるほどの脱走能力を有する。これに対し、石井は赤ちゃん用のドアロックを取り付けることで脱走防止に成功した。石井はこの一件に対し「人間の頭脳と力に勝てると思うなよ」とコメントしている。
生まれた時から特徴的な産声を持っており、その大きさはワイングラスが割れそうなほどであった。小学校低学年の頃の音読の課題を母に褒められたことを嬉しく感じ、音読用の昔話の本を毎日読んでいた。お気に入りの漫画のセリフを読んで遊ぶことを好んでおり、この延長上で声優を志すようになった。。また、第6回の配信で、憧れの声優は石田彰であることを明かしている。
本人曰く、小6時代は「当時の自分の性格が本当にクソみたいだった」せいで周囲から嫌われていたという。そんな中、課題として「チャレンジノート」（自分の好きなもので大学ノートのページを毎日1ページずつ埋める課題）が出され、生きづらさを感じていた石井はRADWIMPS「有心論」の歌詞で1ページ埋め、自分が好きなフレーズについて解説していたという（10月28日放送回「MUSIC×MUSIC」より）。
ラジオの思い出として、小6の時にラジオにメッセージを送ったところ番組から特製湯たんぽが送られ、「ポスター開けたとき手榴弾が入ってるんかと思った」とコメントしている（1月21日放送回「MUSIC×MUSIC」より）。
広島県立五日市高等学校在学中には放送部に所属し、第41回全国高等学校総合文化祭放送部門優秀賞、第64回NHK杯全国高校放送コンテストラジオドキュメント部門準優勝、同大会朗読部門入選などの成績を残した。しかしながら、NHK杯については、石井は個人で全国大会の決勝に進出することができず、「人生終わった」と過呼吸を起こした。高校卒業後は中京大学に進学。現在、文学部に在籍する。
自身が受験したセンター試験において、数IIで1点を獲得した。自己採点中に「数II 1点取ったーー!!」と叫んだ途端、ピリついていたクラスが驚きと笑いで和んだという。本人は「私の1点も成仏できたんじゃないか」とコメントしている。
好きなアニメは『すみっコぐらし』。自身のTwitterアカウントのアドレスの一部はこれに由来する。また、すみっコぐらしに登場する「しろくま」「ぺんぎん？」「とんかつ」のぬいぐるみと普段行動を共にしている。また、アニメにハマったきっかけは『新世紀エヴァンゲリオン』。
推しはRain Dropsの三枝明那であり、「GENZのやってみたシリーズ」内の「石井、アナウンサーやってみた」（10月21日放送回）では、三枝がFall Guysで2度連続で1位を獲得したことをわざわざ話題に出すほどである。また、Rain Dropsの12月17日放送回へのゲスト出演の決定に際し、「生きててよかった....最高だ...」とコメントしている。
ZIP-FMのナビゲーターであり、先輩ナビゲーターとの交流はあるものの友達はあまりいない模様。

### GENZでのエピソード
6月10日に『シキザクラ』公式Twitterの中の人であることを公表（2月27日から担当）。6月28日に行われた『シキザクラ』トークイベントの中継において、制作スタッフからは「ネット弁慶の権化」「超絶かわいい中の人」などと表された。
4月23日にYouTube上にアップされたステイホーム動画がZIP-FMナビゲーターとして最年少の1万回再生を記録。これゆえ、ディレクターから「数字を持っている女」と呼ばれるようになる。なお、現在該当動画は1万8千回以上の再生数を記録。なお、石井は動画に対し「すっぴんなんか晒すんじゃなかった」とコメントしている。とにかく歌が特徴的であり、11月5日放送回の「石井七瀬ナビゲーター新人コース」内で放送された「耳コピして歌ってみたクイズ」において、aiko「ハニーメモリー」を歌った際にはメロディーも音も全てを狂わせるという特殊能力を発揮。それに対して中川は「aikoさんが歌うと邦楽に聞こえるのに、石井が歌うと野菜ジュース作ってる歌に聴こえる」とコメントした。その一方で、先述の通り2月14日に公開された初のオリジナル楽曲『かくれんぼ』では歌手としての一面も見せている。
これらに加え、「茶葉クラ」のコーナーでは「茶摘海七瀬」に、「シンデレラガール（仮）」のコーナーでは「アールグレイ石井」に成り変わる。
「変われが流る」（4月30日放送回）、「酒しか勝たん」（8月10日放送回）、「あたし全人類と友達だから」（12月9日放送回）、「同じ名前なのに遺伝子というのは残酷だ…」（12月10日放送回）、「借りてきた猫をかぶる」（1月19日放送回）をはじめとして名言も多い。
5月27日放送回の「声に出したい名台詞」において、セリフの途中に思わずデュフデュフしてしまうアクシデントが発生。むっつりスケベであることが露呈する。本人も6月17日放送回で「否定はしない」とコメント。。さらに、7月2日放送回の「1文字ラジオ人生相談」において、むっつりスケベであることに対し、「人類皆そうじゃないですか」「（大人たちもみんな言ってしまえば）スケベをスケベして生まれた人たち」とコメントしており、幼少期から父親が集めていたそのような類のマンガを読み漁っていたことを明かしている。
7月18日実施の「Forest Market -online-」において、MEGURUから「バナナが似合わない女」と称される。また、12月5日実施の「Forest Market online winter2020」への出演に対し、12月7日放送回の「High! MORNING!」において、ナイスキャンプマンから「2回も前転してくれるっていう、これ貴重な映像ですよ」、MEGURUから「あの子の伸びしろを僕たちで作っていく」「完全に中川大輔よりも目立ってましたもんね。伸びしろですね」とそれぞれより高評価を受けた。
あだ名は現在のところないものの、髪型が似ているとのことから「プジョル」と呼ばれていた（8月26日放送回より）。
12月9日放送回の「ぶっちゃけちゃいなよ!」において、自身が中学生の頃までおねしょをたびたび起こしていたこと、幼少期の頃にラムネのビー玉を飲み込んでしまったことを明かした。また、「ちやほやされたくなかったらこんなとこで喋っとらん!」とチヤホヤされたい旨を明かした。そして、最近購入したVTuberのボイスが多少エロ要素の入ったものであり、ナゴヤセイユウとして活動する茉白実歩と共有したいという気持ちで茉白に聴いてもらったことで爽快感を感じ、「男子高校生がエロ本を共有するときってこんな気持ちなのかな」とコメントした。この一件に対し、中川は「とりあえずこの手のトークをする時に共有した相手の名前は絶対出しちゃダメ」とコメントした。
12月30日放送回において、本番組のナビゲーターの最終審査で「勘冴えて悔しいわ」（ずっと真夜中でいいのに。）を流したことを明らかにし、石井は「始まりの曲」とコメントしたほどである。石井が思いついた「一番センスのいい曲」であったが、審査員の同情を得られず、審査員から「Z世代で流行ってるの?」と問われた際、元気いっぱい「流行ってます!」と答えたという。
1月19日放送回にて、オフエアで「借りてきた猫をかぶった状態」との珍コメントを残した。これに対し、中川は「そういう面白いコメントは是非オンエアでやってもらいたい」とコメントした。石井は「借りた猫をどうすんですか?」と混乱し、「違う違う違う、だから2つかぶっちゃってんだよね。『猫をかぶる』っていうのと『借りてきた猫みたいな状態』ってこの2つが…」と答え、「あ～、何にもならないんですよね?」と天然さを露呈した。また、「MUSIC×MUSIC」のコーナーで「Fight For Liberty」（UVERworld）の紹介の際、中川から「Liberty」の意味を問いかけられた際、中川から「『Statue of Liberty』ってのがあるんですけど、ニューヨークに」とヒントをもらい、「あっ、自由の女神、あっ、女神だ!」という珍コメントを残した。これに対し、中川は「なんでそんな面白いことができるの! ホント悔しいわ!」と呆れ交じりにコメントした。
1月21日放送回において、野田について「（加工に比べて）リアルの方が可愛くないですか」とコメントし、カコリストとしての野田に対する禁句を放った。また、MEGURUのことを「（初めて会ったときに）結構イケてるお兄さんなんだな～、って思って」とコメントしたところ、中川から「石井がチャラチャラだって言ってます!」と曲解された。この一件に対し、番組公式Twitterで「MEGURUさんはイケてるお兄さんって言いたかったんです! 例えるなら、厳かな料亭だと思ってお店に入ったら意外とアットホームだったみたいな!」とコメントしたところ、MEGURUから「ぽいぽいぽいの〜ぽいぽいのぴーーー!!!」とコメントを受けた。
3月10日放送回において、オンエア中に野田とは一切オフエアでトークをせず、スタッフが話しかけるまで無言であったと明かした。オンエア後になって初めて野田と爆弾トークを繰り広げたとのこと。
3月11日放送回の「ちょーミュージックイズ」において、「366日」（HY）の曲紹介で「366」と読み、一部ZIPPIEから「3.11石井366日事件」と呼ばれる始末となった。
3月某日において、ご飯屋さんに行って前に出ていった人が大きな声で「ごちそうさまでした!」と言ったら店員さんもすごく大きな声で「ありがとうございました!」と言ったことに感動して自身も大きな声で「ごちそうさまでした!」と言ったところ、店員さんから「あっ、ありがとうございました」とそっけなく返された。
3月18日放送回において、番組宛に送られた恋愛相談に対して「男性はそんな気ない女の子と全然遊びに行けると思うけど、女性はそういう人少ないんじゃないかな。1回マジで好きな人と2人きりで伊勢行ったりとか水族館行ったりして「これ付き合えるやろ?」と思って告白したら「いや付き合うのは違う」って言われたことあんの。男ってそういう生き物なんだなと思ってマジで1年引きずった。でも1年したら忘れたから」と自身の闇を告白した。中川は「いわゆる開けてはいけない箱を開けたね」とコメントした。
3月25日放送回の「石井と同い年」において、3年間ほど介護のアルバイトをしていたことを明かし、専門の方々のことをカッコいいと思っていたことを明かした。
4月8日放送回において、ショートコントナビゲーターを目指すと公言。
4月4日より、『RADIO ORBIT』内の「ソニー損保 HIGHWAY GOURMET NOTE」のリポーターを担当するようになり、一部リスナーから「日曜朝の女」と形容されるようになる。
4月25日の「TALKIN' CRUSIN'」の枠において、特別番組「ZIP-FM SPECIAL PROGRAM The Voice of Generation Z 〜Z世代が問う原爆と平和教育〜」を構成からナビゲートまで担当（「TALKIN' CRUSIN'」とは形式上別物としての扱いである）。石井にとっては初めての1人での番組進行となった。放送内では、五日市高校時代の放送部の顧問である荷宮嗣麿氏やビオラ奏者の沖西慶子氏、慶應義塾大学の学生である高橋悠太氏へのインタビューを行った。なお、荷宮氏へのインタビューによって石井の高校時代が「反逆の石井」と形容されていたことが明らかになった。石井は放送で取り上げた事実が現実の一面でしかないことをたびたび強調しており、リスナーが広島や平和教育の現状について自ら進んで学ぶことを促した。この番組へのリアクションについて、一部リスナーが中川宛てに直接DMを送ることもあり、中川は石井の番組への好評意見が多かったことに安心している模様。
なお、日本民間放送連盟賞番組部門 中部、北陸地区審査会 ラジオ教養番組部門にて一位を獲得。(開局以来初) 
2021年7月にはこれを記念してリピート放送もされた。(同枠内) 
4月29日放送回において、「bite the bullet」（PassCode）の曲紹介で「bite the ブルーレット」と紹介してしまい、ネタにされた模様。
2021年7月22日オンエアにて、「月火Dとは仲良くない」と発言し波紋を呼んでいる。
2歳上の姉がおり、石井のYoutube配信に稀に出演している。TwitterやYouTube配信で度々話題に出ており、曰く「お互いがお互いのシスコン」。
そのシスコンぶりは、2021年8月の誕生日配信における「姉が結婚したらどうするか」という話題にて「結婚相手に面接する」「姉を譲るのは癪」「(姉が結婚したら)ピアスが増えるかも」といった発言からうかがえる。

## 出演番組

### ラジオ
ZIP-FM
- GENZ（水曜日・木曜日担当、2020年4月1日 - 2022年3月31日）※中川大輔と共に担当[注釈 2]。
- ZIP-FM SPECIAL PROGRAM The Voice of Generation Z 〜Z世代が問う原爆と平和教育〜（2021年4月25日 23:30～24:30) ※自身初の単独出演[21][注釈 3]。
- ソニー損保 HIGHWAY GOURMET NOTE (毎週日曜日 10:15～10:20『RADIO ORBIT』内、2021年4月4日 - 2022年3月27日)

### テレビアニメ
2021年
- シキザクラ（女子大生）